# Karl Wahl
Karl Wahl, född 24 september 1892 i Aalen, död 18 februari 1981 i Augsburg, var en tysk nazistisk politiker och SS-general. Han var Gauleiter för Gau Schwaben från 1928 till 1945. Därtill var han 1928–1933 ledamot av bayerska lantdagen och 1933–1945 ledamot av tyska riksdagen.

## Biografi
Under första världskriget tjänstgjorde Wahl inom sanitärtrupperna.
År 1921 blev Wahl medlem av Nationalsocialistiska tyska arbetarepartiet (NSDAP) och Sturmabteilung (SA). Den 1 oktober 1928 utnämnde Adolf Hitler Wahl till Gauleiter i partidistriktet Schwaben, en post han kom att inneha fram till krigsslutet i maj 1945. Wahl grundade i februari 1931 Neue National-Zeitung. Efter Hitlers maktövertagande i januari 1933 invaldes Wahl i tyska riksdagen och blev även regeringsordförande i Schwaben. Året därpå upptogs han i Schutzstaffel (SS); han uppnådde 1944 hedersgraden Obergruppenführer.
Den 8 maj 1945 tog kriget i Europa slut och två dagar senare greps Wahl av amerikanska trupper. I juli 1945 avlade han vittnesmål inför Nürnbergprocessen, som inleddes i november samma år. I ett avnazifieringsförfarande dömdes Wahl 1948 till tre och ett halvt års arbetsläger. Han släpptes dock redan året därpå. Efter frigivningen arbetade han som textilarbetare och senare som bibliotekstjänsteman.